# Juan José Arreola
Juan José Arreola Zúñiga (* 21. September 1918 in Ciudad Guzmán, Jalisco, Mexiko; † 3. Dezember 2001 in Guadalajara, Jalisco, Mexiko) war ein mexikanischer Schriftsteller, der vor allem durch sein Werk Confabulario Berühmtheit erlangte. Diese kunterbunte Sammlung unterschiedlichster Prosastücke mit durchweg ironisch-satirischem Zug erschien erstmals 1952, wurde jedoch in der Folge mehrmals überarbeitet. Die endgültige Fassung liegt seit 1986 unter dem Titel Confabulario definitivo vor.

## Leben
Juan José Arreola musste ab seinem elften Lebensjahr für seinen Lebensunterhalt selbst aufkommen. Er arbeitete in den unterschiedlichsten Berufen, unter anderem als Fliegender Händler, Bankkassierer, Bäcker sowie Schauspieler unter Rodolfo Usigli und Xavier Villaurrutia. Seit 1937 studierte er an der Escuela Teatral de Bellas Artes in Mexiko-Stadt. Sein erstes Werk (Sueño de Navidad) veröffentlichte er 1941.
1945 wurde Arreola ein Stipendium für einen Studienaufenthalt in Europa gewährt. Er reiste nach Paris und nahm dort bei Jean-Louis Barrault und Pierre Renoir Schauspielunterricht. Mit deren Unterstützung bekam er einige kleine Rollen (Statist) an der Comédie-Française. Über das Theater machte Arreola die Bekanntschaft der argentinischen Schriftstellerin Luisa Valenzuela. 1946 kehrte er zurück und war im Anschluss bis 1949 Mitarbeiter des Fondo de Cultura Económica.
Seit 1964 Professor der Universidad Nacional Autónoma de México, war Arreola an der Gründung von Los Presentes beteiligt, einer Buchreihe, die ein wichtiges Forum für die moderne mexikanische Literatur darstellte.

## Rezeption
Arreola nimmt trotz seines relativ schmalen Werks einen Fixpunkt in der mexikanisch/lateinamerikanischen Literatur des 20. Jahrhunderts ein. Er zählt zusammen mit Juan Rulfo und Agustín Yañez zu den drei großen Erzählern seines Bundesstaates Jalisco. In seinen Texten entwickeln sich oft surreale Situationen, die teils regional, teils auch ganz weltläufig geprägt sind. In Mexiko ist der Autor einem breiten Publikum als literarischer Kommentator vor allem im Fernsehen bekannt geworden. Nicht zu unterschätzen sind seine Verdienste als Förderer junger Talente.
Wer in den 1950er oder 1960er Jahren in Mexiko literarisch reüssierte, ist in irgendeiner Form mit Arreola in Kontakt gekommen, seien es nun Elena Poniatowska, Carlos Fuentes, José Agustín oder José Emilio Pacheco. Arreolas Texte sind über die Jahrzehnte hinweg bedeutsam geblieben. Sie umfassen neben Kurzgeschichten, Theaterstücken und Essays auch einen Roman, La feria, 1963 (dt. Der Jahrmarkt).

## Werke (Auswahl)
- Varia invención, 1949
- Confabulario total, 1962[1]
  - Übers. Kajo Niggestich. Suhrkamp, Frankfurt 1980, ISBN 3-518-02036-6
- La hora de todos, 1954
- Bestiario. 1959
- La feria. Roman, 1963
  - Übers.: Georg Oswald: Der Jahrmarkt. Ill. Vicente Rojo. Septime, Wien 2010, ISBN 978-3-902711-01-4
- Palíndroma. 1971
  - Einzelerz., Übers. José Antonio Friedl Zapata: Drei Tage und ein Aschenbecher. (Tres días y un cenicero) In: Ein neuer Name, ein fremdes Gesicht. 26 Erzählungen aus Lateinamerika. Hg. wie Übers. Sammlung Luchterhand, 834. Neuwied, 1987, 1989, S. 129–146

## Ehrungen und Auszeichnungen
- 1963: Xavier-Villarrutia-Preis
- 1979: Nationalpreis für Literatur
- 1992: Juan-Rulfo-Preis für lateinamerikanische und karibische Literatur
- 1997: Alfonso-Reyes-Preis
- 1998: Ramón-Lopez-Velarde-Preis

## Notizen
1. ↑  Texte vom Autor mehrfach überarb., zuletzt Confabulario definitivo, 1986

| Personendaten    | Personendaten                                  |
| ---------------- | ---------------------------------------------- |
| NAME             | Arreola, Juan José                             |
| ALTERNATIVNAMEN  | Arreola Zúñiga, Juan José (vollständiger Name) |
| KURZBESCHREIBUNG | mexikanischer Schriftsteller                   |
| GEBURTSDATUM     | 21. September 1918                             |
| GEBURTSORT       | Ciudad Guzmán, Jalisco, Mexiko                 |
| STERBEDATUM      | 3. Dezember 2001                               |
| STERBEORT        | Guadalajara, Jalisco, Mexiko                   |